# محمد شعیب
محمد شعیب (عربی: محمد شعیب؛ زادهٔ ۲۰ مهٔ ۱۹۵۷) یک بازیکن فوتبال اهل الجزایر است.
وی عضو تیم ملی فوتبال الجزایر در جام جهانی فوتبال ۱۹۸۶ بوده‌است.